# Sant’Angelo a Fasanella
Sant’Angelo a Fasanella – miejscowość i gmina we Włoszech, w regionie Kampania, w prowincji Salerno.
Według danych na rok 2004 gminę zamieszkiwało 820 osób, 25,6 os./km².